# Benno Landsberger
Benno Landsberger (Frýdek, 21 aprile 1890 – Chicago, 26 aprile 1968) è stato un archeologo e orientalista tedesco.
Fu uno studioso eminente ed innovativo. Condusse fondamentali studi linguistici per l'assirologia.

## Biografia
Benno Landsberger nacque a Friedek, allora parte della Slesia austriaca, e dal 1908 studiò orientalistica a Lipsia. Fu allievo di August Fischer, per l'arabo, e di Heinrich Zimmern per l'assiriologia. Nel 1914 Landsberger si arruolò nell'esercito austro-ungarico, combattendo sul fronte orientale, ove rimase ferito e fu insignito di una croce d'oro al merito. Ritornato a Lipsia dopo la guerra, nel 1926 fu nominato professore straordinario. Nel 1928 divenne il successore di Peter Jensen come professore ordinario all'Università di Marburgo, ma tornò a Lipsia nel 1929 come successore di Zimmern. Landsberger, a seguito della legge tedesca sul ripristino della funzione pubblica del 7 aprile 1933 (in tedesco Gesetz zur Wiederherstellung des Berufsbeamtentums, GWB), che escludeva gli ebrei e gli oppositori politici dalle cariche pubbliche, dovette lasciare l'insegnamento ed accettò un posto di professore presso l'Università di Ankara, dedicandosi soprattutto allo studio delle lingue orientali. Dopo la seconda guerra mondiale fu assegnato all'Istituto orientale dell'Università di Chicago. Durante questo periodo divenne cittadino americano e membro dell'American Philosophical Society nel 1959.
Divenne membro corrispondente della British Academy dal 1961.

## Opere principali
- Der kultische Kalender der Babylonier und Assyrer: I. Die altbabylonischen Lokalkalender, Leipzig 1914 (thèse) (Leipziger semitistische Studien. Bd 6, H. 1. 1915)
- Assyrische Handelskolonien in Kleinasien aus dem dritten Jahrtausend, Leipzig 1925 (Der Alte Orient, Bd. 24. H. 4)
- Die Fauna des alten Mesopotamien nach der 14. Tafel der Serie Har-ra=Hubullu, Hirzel, Leipzig 1934 (Abhandlungen der Sächsischen Akademie der Wissenschaften zu Leipzig, Philologisch-Historische Klasse, Bd. 42, Nr. 6)
- Die Serie ana ittisu, Pontificum Institutum Biblicum, Rom 1937 (Materialien zum sumerischen Lexikon, Bd. 1)
- Sam’al. Karatepe herabelerinin keşfi ile ilgili araştirmalar; Birinci kisim, Türk tarih Kurum basimevi, Ankara 1948 (Türk tarih Kurumu Yayinlarindan, no 16 a) The date Palm and its by-products, 1967
- Nachruf auf Heinrich Zimmern, in: Zeitschrift für Assyriologie 40, 1932, pp. 133–143
- Zur 100. Wiederkehr des Geburtstages von Heinrich Zimmern, in: Forschungen und Fortschritte. Nachrichtenblatt der deutschen Wissenschaft und Technik 36, 1962, pp. 219–220
- August Fischer zum 70. Geburtstag, Forschungen und Fortschritte 11, 1935, pp. 62–63.